# Wolfgang Bochow

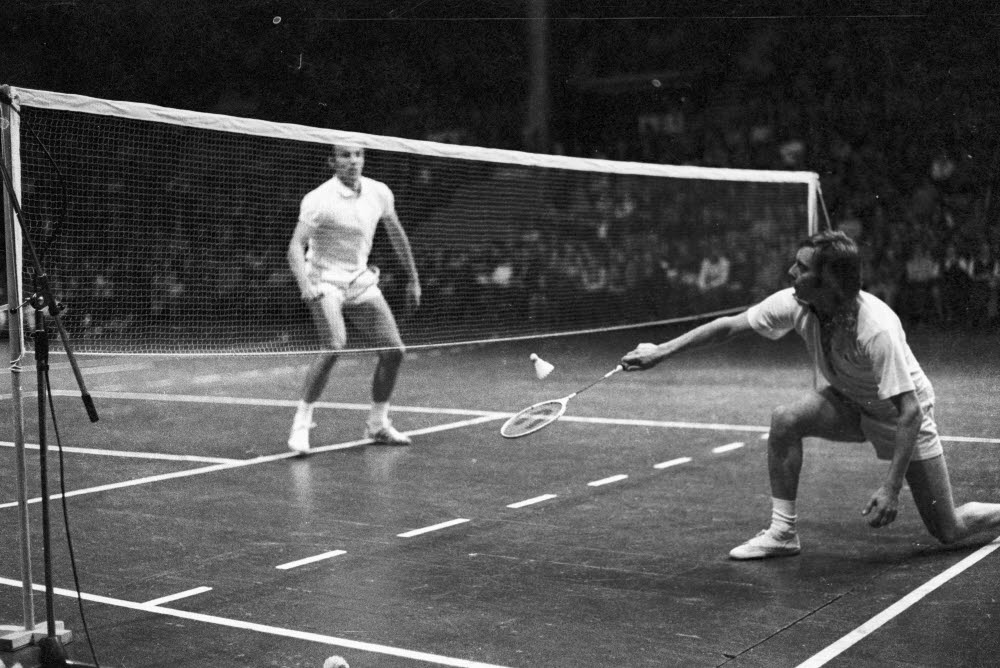
Der Europameister Wolfgang Bochow (links) spielt gegen den aus England kommende Weltmeister Derek Talbot (rechts), 1973

Wolfgang Bochow (* 26. Mai 1944 in Braunschweig; † 14. September 2017 in Siegburg) war ein deutscher Badmintonspieler. Er war einer der international erfolgreichsten deutschen Spieler überhaupt. 1968 gewann er den Vize-Europameistertitel im Herreneinzel, 1972 den Vize-Titel im Mixed. Im letztgenannten Jahr feierte er mit dem Gewinn des Herreneinzel-Titels bei der EM seinen größten internationalen Erfolg. Zusammen mit Jamie Paulson belegte er bei den Olympischen Sommerspielen 1972 in München im Herrendoppel Platz 5. Im Einzel gewann er dort Bronze.
Er war mit Stefanie Bochow (ehemalige Tennis-Bundesligaspielerin) verheiratet und lebte in Rösrath-Kleineichen nahe Köln.

## Sportliche Erfolge
| Saison    | Veranstaltung                    | Disziplin    | Platz | Sieger                                                            |
| --------- | -------------------------------- | ------------ | ----- | ----------------------------------------------------------------- |
| 1960/1961 | Deutsche Einzelmeisterschaft U18 | Herreneinzel | 1     | Wolfgang Bochow (SG Blau-Gold Braunschweig)                       |
| 1961/1962 | Deutsche Einzelmeisterschaft U18 | Herreneinzel | 1     | Wolfgang Bochow (SG Blau-Gold Braunschweig)                       |
| 1962/1963 | Deutsche Einzelmeisterschaft     | Herreneinzel | 1     | Wolfgang Bochow (SG Blau-Gold Braunschweig)                       |
| 1963/1964 | Deutsche Einzelmeisterschaft     | Herreneinzel | 1     | Wolfgang Bochow (SG Blau-Gold Braunschweig)                       |
| 1965/1966 | Deutsche Einzelmeisterschaft     | Herreneinzel | 1     | Wolfgang Bochow (1. DBC Bonn)                                     |
| 1965/1966 | Deutsche Einzelmeisterschaft     | Herrendoppel | 1     | Wolfgang Bochow / Friedhelm Wulff (1. DBC Bonn / VfL Bochum)      |
| 1966      | All England                      | Herrendoppel | 3     | Wolfgang Bochow / Friedhelm Wulff                                 |
| 1966/1967 | German Open                      | Herrendoppel | 1     | Wolfgang Bochow / Friedhelm Wulff                                 |
| 1966/1967 | Deutsche Einzelmeisterschaft     | Herreneinzel | 1     | Wolfgang Bochow (1. DBC Bonn)                                     |
| 1966/1967 | Deutsche Einzelmeisterschaft     | Herrendoppel | 1     | Wolfgang Bochow / Friedhelm Wulff (1. DBC Bonn / VfL Bochum)      |
| 1967      | All England                      | Herrendoppel | 3     | Wolfgang Bochow / Friedhelm Wulff                                 |
| 1967/1968 | Deutsche Einzelmeisterschaft     | Herreneinzel | 1     | Wolfgang Bochow (1. DBC Bonn)                                     |
| 1967/1968 | Deutsche Einzelmeisterschaft     | Mixed        | 1     | Wolfgang Bochow / Irmgard Latz (1. DBC Bonn)                      |
| 1968      | Europameisterschaft              | Herreneinzel | 2     | Wolfgang Bochow                                                   |
| 1968      | Europameisterschaft              | Mixed        | 3     | Wolfgang Bochow / Irmgard Latz                                    |
| 1969/1970 | Deutsche Einzelmeisterschaft     | Mixed        | 1     | Wolfgang Bochow / Irmgard Latz (1. DBC Bonn)                      |
| 1969/1970 | Deutsche Einzelmeisterschaft     | Herreneinzel | 1     | Wolfgang Bochow (1. DBC Bonn)                                     |
| 1970      | North of Scotland Championships  | Herreneinzel | 1     | Wolfgang Bochow                                                   |
| 1970/1971 | Deutsche Hochschulmeisterschaft  | Herreneinzel | 1     | Wolfgang Bochow (DSH Köln)                                        |
| 1970      | All England                      | Mixed        | 2     | Wolfgang Bochow / Irmgard Latz                                    |
| 1970      | Europameisterschaft              | Herreneinzel | 3     | Wolfgang Bochow                                                   |
| 1970      | Europameisterschaft              | Mixed        | 3     | Wolfgang Bochow / Irmgard Latz                                    |
| 1970/1971 | Deutsche Hochschulmeisterschaft  | Herreneinzel | 1     | Wolfgang Bochow (1. DBC Bonn)                                     |
| 1971      | All England                      | Herreneinzel | 3     | Wolfgang Bochow                                                   |
| 1971      | All England                      | Mixed        | 3     | Wolfgang Bochow / Bridget Cooper                                  |
| 1971/1972 | Deutsche Hochschulmeisterschaft  | Herreneinzel | 1     | Wolfgang Bochow (DSH Köln)                                        |
| 1971/1972 | Deutsche Einzelmeisterschaft     | Herreneinzel | 1     | Wolfgang Bochow (1. DBC Bonn)                                     |
| 1971/1972 | Deutsche Einzelmeisterschaft     | Mixed        | 1     | Wolfgang Bochow / Marieluise Wackerow (1. DBC Bonn / 1. BC Beuel) |
| 1971/1972 | Denmark Open                     | Mixed        | 1     | Wolfgang Bochow / Marieluise Wackerow                             |
| 1971/1972 | German Open                      | Mixed        | 1     | Wolfgang Bochow / Marieluise Wackerow                             |
| 1972      | All England                      | Herrendoppel | 3     | Wolfgang Bochow / Gerhard Kucki                                   |
| 1972      | Europameisterschaft              | Herrendoppel | 3     | Wolfgang Bochow / Gerhard Kucki                                   |
| 1972      | All England                      | Mixed        | 3     | Wolfgang Bochow / Marieluise Wackerow                             |
| 1972      | Europameisterschaft              | Mixed        | 2     | Wolfgang Bochow / Marieluise Wackerow                             |
| 1972      | Europameisterschaft              | Herreneinzel | 1     | Wolfgang Bochow                                                   |
| 1973      | USSR International               | Herreneinzel | 1     | Wolfgang Bochow                                                   |
| 1973/1974 | Deutsche Einzelmeisterschaft     | Mixed        | 1     | Wolfgang Bochow / Marieluise Wackerow (1. DBC Bonn / 1. BC Beuel) |
| 1974      | Europameisterschaft              | Mixed        | 3     | Wolfgang Bochow / Marieluise Zizmann                              |
| 1974/1975 | German Open                      | Mixed        | 1     | Wolfgang Bochow / Marieluise Zizmann                              |
| 1974/1975 | Deutsche Hochschulmeisterschaft  | Herrendoppel | 1     | Wolfgang Bochow / Ulrich Rost (DSH Köln)                          |
| 1974/1975 | Deutsche Hochschulmeisterschaft  | Herreneinzel | 1     | Wolfgang Bochow (DSH Köln)                                        |
| 1974/1975 | Deutsche Einzelmeisterschaft     | Herreneinzel | 1     | Wolfgang Bochow (1. DBC Bonn)                                     |
| 1975/1976 | Deutsche Einzelmeisterschaft     | Mixed        | 1     | Wolfgang Bochow / Marieluise Zizmann (1. DBC Bonn / 1. BC Beuel)  |
| 1976      | Europameisterschaft              | Herreneinzel | 3     | Wolfgang Bochow                                                   |
| 1976      | Czechoslovakian International    | Herrendoppel | 1     | Wolfgang Bochow / Roland Maywald                                  |
| 1976      | Czechoslovakian International    | Mixed        | 1     | Wolfgang Bochow / Marieluise Zizmann                              |

## Auszeichnungen
- Silbernes Lorbeerblatt